# گائتان بوسمان
گائتان بوسمان (انگلیسی: Gaëtan Bussmann؛ زادهٔ ۲ فوریهٔ ۱۹۹۱) بازیکن فوتبال حرفه ای اهل فرانسه است که برای باشگاه نانسی بازی می‌کند.
از باشگاه‌هایی که در آن بازی کرده‌است می‌توان به باشگاه فوتبال متس، باشگاه فوتبال گنگام و باشگاه فوتبال ماینتس ۰۵ اشاره کرد. وی همچنین در تیم‌های ملی فوتبال زیر ۱۸ سال فرانسه، زیر ۱۹ سال فرانسه، و زیر ۲۰ سال فرانسه بازی کرده‌است.